# 30天 (韓國電影)
《30天》，是於2023年中秋節檔期上映的韓國浪漫喜劇電影，由電影《宅男的偉大願望》及《朝鮮花美男》導演南大中執導，姜河那、庭沼珉主演，是兩人繼2015年電影《二十行不行》之後，睽違8年再度合作。片名是來自韓國民法《離婚熟慮制度》裡的冷靜期，講述了一對年輕夫妻在婚姻結束前30天，因一場意外事故而失憶的故事。

## 劇情
盧正烈是個才華橫溢、學業優秀的青年，儘管他以首爾大學第一名的成績畢業，卻因家境貧寒而倍感壓力。與他形成對比的是洪娜拉，來自富裕家庭，擁有出色的編劇能力和明星般的外貌。然而，洪娜拉性格強勢，並且常以情感勒索的方式對待他人。兩人意外相識，進而發展成為戀人，最終在矛盾與情感的推動下結婚。
婚後，由於性格不合和不斷加劇的矛盾，他們最終決定離婚。在法庭上，雙方毫不掩飾地批評對方，細數彼此如何踩到了婚姻中的各種雷區，讓旁觀者發笑，卻讓法官感到無奈，最終給予兩人30天的猶豫期，讓他們冷靜思考。雙方家庭也對此結果無奈接受。
然而，在兩人離開法院後，他們遭遇了一場車禍，雙雙失去了記憶。失憶後的兩人只記得對方的優點，完全忘記了過去的痛苦。雙方家庭早已因這段關係中的矛盾感到疲憊，並試圖阻止他們再次重蹈覆轍。

## 演員陣容

### 主要演員
- 姜河那 飾演 盧正烈，一個土湯匙出身，一無所有的律師。
- 庭沼珉 飾演 洪娜拉，個性大大咧咧，如同自然人的金湯匙電影PD。

### 其他演員
- 金善映 飾演 朱淑靜，盧正烈的母親。
- 趙敏修 飾演 都寶貝，洪娜拉的母親。
- 林哲亨 飾演 洪將軍，洪娜拉的父親。
- 黃世仁 飾演 洪娜美，洪娜拉的妹妹，夢想成為歌手。
- 李相真 飾演 嚴桂東，盧正烈的至親好友。
- 尹敬浩 飾演 裴基裴，經營酒吧，非常了解正烈和娜拉的好哥哥。
- 嚴智允 飾演 高英智，洪娜拉好友三人幫。
- 宋海娜 飾演 千愛玉，洪娜拉好友三人幫。
- 知英 飾演 盧正烈的职场后辈。
- 徐翰潔 飾演 盧正烈的同事。

## 製作發行
2022年11月18日，電影發行公司Mindmark透過媒體發布南大中導演新片《30天》已完成姜河那、庭沼珉等人的選角，於2022年11月16日開始拍攝，同時公開劇本閱讀現場照片。隔年2023年2月10日正式殺青，並釋出首波劇照。
2023年8月，發行商Mindmark宣布由姜河那、庭沼珉主演的喜劇電影《30天》於10月3日韓國國定假日開天節當天，正式院線上映。

### 损益平衡点
据媒体报道，该片损益平衡点约为160万观影人次。

## 反響

### 評價
本片原本並非中秋檔期的熱門電影，但由於老少咸宜輕鬆觀看的故事類型、讓人開懷大笑的情節設計、姜河那和庭沼珉之間絕妙的喜劇化學反應，從試映會開始就獲得觀眾普遍的好評，上映當天CGV金蛋指數98%、Megabox觀眾評價9.1分、樂天電影院觀眾評價9.2分，同時在韓國3大電影網站獲得了最高的實時觀眾評分，讓口碑在真正看過這部電影的觀眾中傳播，被媒體視為10月票房黑馬。
韓國電影週刊《Cine21》的影評人吳鎮佑（오진우）讚揚姜河那在片中努力呈現出角色窩囊與自卑結合的演技給觀眾帶來趣味與感動，同時他也批評該片為典型的老套喜劇，包括片中頗多一次元的台詞、牽強的設定和不合時宜出現的幽默元素妨礙觀眾情緒投入。

### 票房
《30天》在韓國中秋連假最後一天上映，首日（10月3日）動員超過17萬人次觀眾，是中秋檔期所有電影中最高的首日票房，空降單日票房冠軍。根據韓國電影振興委員會統計，《30天》上映首週連續7天保持票房第一，共吸引774,322名觀眾，成為當週票房冠軍。即使在上映第二週，平日觀眾人數也維持與首週相似的水平，上映第12天（10月14日）便突破100萬人次，至週末累計觀影人數超過121萬人，蟬聯當週票房冠軍。上映至第三週週末，《30天》已連續20天穩居票房榜首，三連霸週票房冠軍。
上映第21天（10月23日）上午，累計觀眾數達到160萬名，以中小型電影的規模，創造了上映僅21天就突破損益平衡點的奇蹟，成為2023年繼《犯罪都市3》、《神鬼海底撈》及《鬼夢遊》之後，第四部光靠院線票房就實現收支平衡的韓國電影。且本片從上映第一天（10月3日）開始就穩坐票房第一，直到上映第4週的10月24日為止，連續22天一直保持著票房冠軍的位置，僅次於《犯罪都市3》寫下的2023年韓國電影票房最長冠軍（連續24天）紀錄。
《30天》上映第6周（11月6日）累計觀影人次突破200萬大關，登上韓國本土電影年度票房TOP4，海外銷售至東南亞、日本、北美、南美和歐洲等地，成為越南最賣座的韓國浪漫喜劇，中國翻拍版權亦順利售出，相較於同檔期大片未能回本，《30天》證明電影內容有趣、讓觀眾口耳相傳，才能成為獲利的一方。韓國媒體認為本片上映後觀眾數量不斷增加的趨勢，票房走勢與2022年成功獲利的喜劇電影《樂透大作戰》，以及2023年韓國票房第二名的《元素方城市》類似，展現了口碑票房成功的結果。
至2023年底結算，只有六部韓國電影突破了收支平衡（另五部為《犯罪城市3》、《神鬼海底撈》、《鬼夢遊》、《水泥烏托邦：末日浩劫》和《12.12：首爾之春》），《30天》在秋季戲院擊敗了票房大片，累計吸引216.5萬觀眾人次，成為韓國國產電影年度票房第六名，取得了意想不到的票房成功。
| 上一届： 《千博士驱魔研究所：雪景的秘密》 | 2023年韩国周末票房冠军 第40-42周 | 下一届： 《蒼鷺與少年》 |

## 奖项荣誉
| 年份   | 颁奖礼                     | 奖项         | 入围者               | 结果 | 参考   |
| ------ | -------------------------- | ------------ | -------------------- | ---- | ------ |
| 2023年 | 第10届韓國電影製作人協會獎 | 最佳男主角   | 姜河那               | 獲獎 | [ 25 ] |
| 2023年 | 第24屆年度女性电影人奖     | 最佳宣传营销 | 头花（電影行銷公司） | 獲獎 | [ 26 ] |
| 2024年 | 第44届黄金摄影奖           | 最佳女主角   | 庭沼玟               | 獲獎 | [ 27 ] |